# Olga Lengyel
Olga Lengyel (n. 19 octombrie 1908 – d. 15 aprilie 2001) a fost o autoare de origine evreiască, de profesie asistentă medicală, care a supraviețuit lagărelor de concentrare de la Auschwitz și a relatat ulterior experiențele ei în cartea Cuptoarele lui Hitler (în original, Five Chimneys).
Olga Lengyel a fost o asistentă medicală originară din Cluj. Olga a lucrat într-un spital împreună cu soțul ei, doctorul Miklos Lengyel, directorul spitalului. În primăvara anului 1944 a fost deportată în lagărul de la Auschwitz, împreună cu soțul, copiii și părinții săi. Olga a fost singura din familia sa care a supraviețuit în lagărele de concentrare. Conform relatării sale, în lagăr a făcut muncă de infirmieră, iar astfel a fost obligată de multe ori să vadă lucruri cu adevărat tragice.
După război, a emigrat în SUA, iar în 1947 a publicat volumul Cuptoarele lui Hitler.
După război, Olga s-a recăsătorit cu Gustav Aguire și s-au mutat la Havana, în Cuba. După revoluția comunistă din Cuba, Olga a revenit la New York. Olga a fondat Librăria Memorială și Colecția de Artă din cel de al II-lea război mondial, găzduite de State University din New York. Misiunea acestor instituții este de a educa generațiile viitoare cu privire la Holocaust și importanța drepturilor civile.
Olga Lengyel a decedat în 2001.